# Жэнь Цзывэй
Жэнь Цзывэй (кит. упр. 任子威, пиньинь Ren Ziwei; род. 3 июня 1997, Харбин) — китайский шорт-трекист. Окончил Шэньянский университет по специальности физическое воспитание. Двукратный олимпийский чемпион 2022 года в смешанной эстафете и на дистанции 1000 метров, серебряный призёр зимних Олимпийских игр 2018 года в эстафете, 4-кратный призёр чемпионатов мира.

## Биография
Жэнь Цзывэй занялся шорт-треком в 2004 году, в возрасте 8 лет.
Он присоединился к национальной команде в 2014 году и в том же году в возрасте 17 лет выступил на юниорском чемпионате мира в Эрзуруме, где выиграл одну бронзу в беге на 1500 и одно золото в эстафете. Снова сражаясь в следующем году на юниорском чемпионате мира в Осаке, Жэнь завоевал ещё две серебряные медали в эстафете и беге на 1000 метров.
В 2016 году на очередном чемпионате мира среди юниоров в Софии он не только выиграл 1000 метров, но и завоевал серебряную медаль на 1500 метрах и, наконец, был коронован чемпионом в индивидуальном многоборье. Это также первый раз, когда китайский спортсмен стал королем молодёжных чемпионатов мира. В финале мужской эстафеты вместе с товарищами по команде завоевал ещё одну золотую медаль. В 19 лет он становился звездой шорт-трека.
На Кубке мира в сезоне 2015/2016 года в Шанхае, Жэнь Цзывэй выиграл финал на 1500 м и выиграл свой первый Кубок мира во взрослой категории. Его называют «слоном» в команде, и это имя ему дал его тренер Ли Янь (в настоящее время главный тренер национальной команды). Когда он тренировался в Хэйлунцзяне, будь то на тренировке или на соревнованиях, он будет храбро двигаться вперед. Конечно, его добросовестный внешний вид также очень похож на слона.
С сезона 2016/17 он стал основой китайской команды. Вместе с У Дацзином, Хань Тяньюй и Сюй Хунчжи последовательно выиграл эстафету на Кубке мира в Солт-Лейк-Сити и Шанхае, и феврале 2017 года выиграл золото на Азиатских зимних играх в Саппоро. В марте на чемпионате мира в Роттердаме в составе эстафетной команды занял 2-е место 16-е в общем зачёте. В октябре на Кубке мира в Будапеште занял 2-е место в эстафете, а в Дордрехте стал 3-м.
На зимних Олимпийских играх 2018 года в Пхенчхане, Жэнь, которому в то время был 21 год, пересек финишную черту за 40,032 секунды в 1/4 финала на дистанции 500 метров, побив самый быстрый рекорд китайского спортсмена-мужчины на Олимпийских играх, установленный У Дацзином. Затем, в финале эстафеты вместе с У Дацзином, Хань Тяньюй, Сюй Хунчжи и Чэнь Дэцюанем завоевал серебряную медаль, а в личном зачёте занял 7-е место.
После Олимпиады на чемпионате мира в Монреале выиграл серебро на дистанции 500 м. В ноябре на Кубке мира в Калгари он поднялся на 3-е место в беге на 1000 м и победил с командой в смешанной эстафете. В Солт-Лейк-Сити дважды занимал 2-е место в беге на 1000 м и в мужской эстафете. Вплоть до следующего года не опускался ниже 5-го места. А на чемпионате мира 2019 года в Софии завоевал бронзу в беге на 500 м и серебро в эстафете.
На Кубке мира в сезоне 2019/20 Жэнь Цзывэй начал ср 2-го места смешанной эстафете в Солт-Лейн-Сити и 1-го в Монреале. В декабре одержал победу в мужской эстафете в Нагое, а в феврале 2020 года выиграл в беге на 1500 м в Дрездене, занял 3-е место в Дордрехте на этой же дистанции и выиграл Кубок мира в общем зачёте в беге на 1500 метров. Завершил сезон 1-м местом в смешанной эстафете и 3-м в мужской эстафете. Сеэон 2020/21 и чемпионат мира 2021 года команда Китая пропустила из-за пандемии коронавируса. Но он выиграл в январе 2021 года чемпионат Китая в абсолютном зачёте, опередив своего главного конкурента У Дацзина.
В сезоне 2021/22 на Кубке мира в Пекине в гонке на 500 метров он пришёл 2-м к финишу. Затем вместе с командой выиграл в смешанной эстафете и занял 3-е место в мужской эстафете. Переехав в Нагою он сначала выиграл серебряную медаль в беге на 500 метров, а затем золотую медаль в беге на 1000 метров, серебряную медаль в смешанной эстафете и серебряную медаль в мужской эстафете. На этапе кубка в Дебрецене выиграл бронзу в беге на 500 м, золото на 1500 м и золото в смешанной эстафете. Завершил в Дордрехте победой в беге на 1500 м и бронзой в смешанной эстафете.
На XXIV зимних Олимпийских играх в феврале 2022 года в Пекине, в первый день соревнований 5 февраля 2022 года в составе смешанной эстафетной команды завоевал золотую олимпийскую медаль. Через два дня на дистанции 1000 метров также одержал победу.